# Wilhelm Velten
Wilhelm Velten (* 11. Juni 1847 in Sankt Petersburg; † 1929 in München) war ein russisch-deutscher Maler.

## Leben

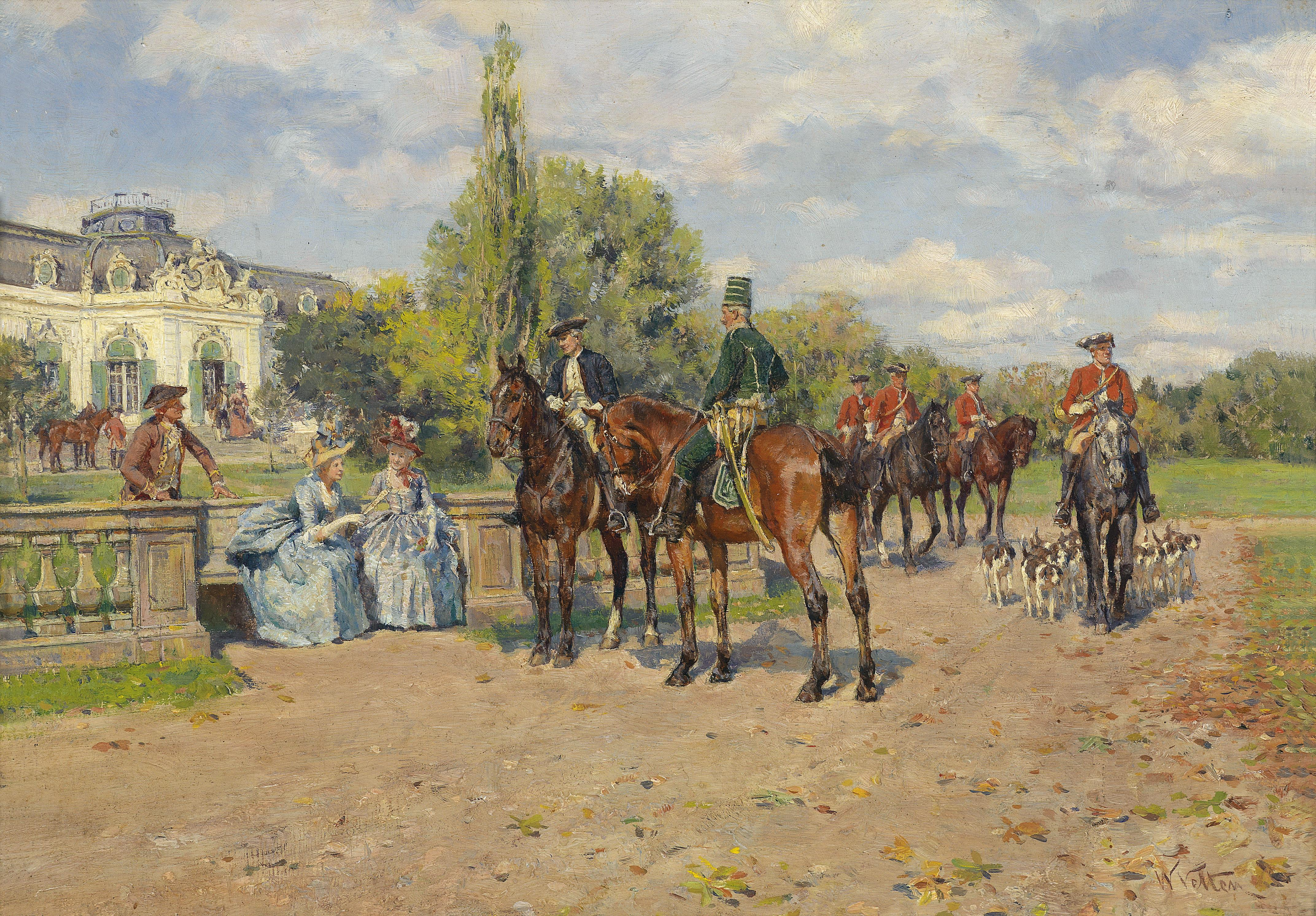
Wilhelm Velten – Jagdgesellschaft vor dem Schloss

Wilhelm Velten war von 1867 bis 1869 Schüler an der Kunstakademie in Sankt Petersburg.
Für die Fortsetzung seines Studiums zog er 1870 nach München, wo er die meiste Zeit seines Lebens wirkte und wohnte. Er wechselte an die Münchner Königliche Akademie und wurde Schüler von Wilhelm von Diez. Nach Abschluss des Studiums wurde Velten dort auch Professor. Seine Schüler waren u. a. Johann Matthias Neithardt (1816–1886) und William Preston Phelps (1848–1917).
Sein Genre waren die Darstellungen von höfischen Jagdszenen sowie vom Dorf- und vom Soldatenleben. Seine Gemälde sind u. a. in den folgenden Museen ausgestellt:
- Fine Arts Academy, Buffalo, USA
- Neue Pinakothek, München
- Städtische Galerie im Lenbachhaus, München
- Nationalgalerie Prag, Tschechien

Über 500 Werke sind online verzeichnet.
Er war Mitglied der Münchener Secession und ab etwa 1890 der Künstlerkolonie Dachau.

## Ausgestellte Werke (Auswahl)
- Neue Pinakothek, München: An der Tränke (um 1890/1900) und Ausritt zur Jagd (um 1890/1900)
- Fine Arts Academy, Buffalo, USA: Rendez-vous de Chasse oder The Gathering of the Hunt und The Case
- Museum Georg Schäfer, Schweinfurt[7]

## Versteigerte Werke (Auswahl)
Seine Werke erzielen im Schnitt einen Auktionspreis von 5000 €. Das Höchstgebot lag bei etwa 25.000 €.
- Kunsthaus Lempertz, Berlin:
- Dorotheum, Wien:
- Hampel Fine Arts Auctions, München:
- Kunstauktionshaus Schloss Ahlden, Ahlden:
- Christie’s:

## Trivia
1926 gab es durch die Münchner Künstlergenossenschaft eine Sammelausstellung von Wilhelm Veltens Werken im Alten Nationalmuseum in München.
In Dachau ist eine Straße nach ihm benannt.
Das Werk Dorfschenke (um 1900, Öl auf Holz) wurde 1958 aus der Sowjetunion nach Deutschland zurückgeführt; es war dort in der Verwahrung der Staatlichen Eremitage, Leningrad. Das Bild wurde vermutlich 1945 aus Schloss Hummelshain/Kahla (Thüringen) beschlagnahmt.